# Grigore Simionescu
Grigore Simionescu (n. 22 martie 1857 - d. 20 decembrie 1932, București) a fost unul dintre generalii Armatei României din Primul Război Mondial.
A îndeplinit funcția de comandant de divizie în campania anului 1916.

## Cariera militară
Grigore Simionescu a participat ca soldat la acțiunile militare din războiul de independență din 1877-1878.
După absolvirea școlii militare de subofițeri de la Mănăstirea Dealu și a examenului pentru trecerea în rândul corpului ofițerilor, a primit gradul de sublocotenent, în anul 1880.
A ocupat diferite poziții în cadrul unităților de infanterie sau în eșaloanele superioare ale armatei, cele mai importante fiind cele de comandant al Regimentului 19 Infanterie și șef de stat major de corp de armată. A fost trecut în rezervă în anul 1915.
La izbucnirea Primului Război Mondial a fost rechemat în activitate, fiind numit comandant al Brigăzii 8 Infanterie. A fost comandantul trupelor de acoperire din sectorul Predeal, în fruntea cărora a ocupat orașul Brașov la 16/29 august 1916 A îndeplinit funcția de comandant al Diviziei 4 Infanterie, în perioada 25 august/7 septembrie 1916 - 22 septembrie/5 octombrie 1916, fiind rănit în lupta de la Porumbacu, la 16/29 septembrie 1916.:p. 47
A comandat în perioada 20 februarie-10 iulie 1917 Lagărul de prizonieri de război de la Șipote.

## Decorații
- Ordinul „Steaua României”, în grad de ofițer (1912)
- Ordinul „Coroana României”, în grad de ofițer (1907)
- Crucea Trecerea Dunării (1878)
- Medalia Apărătorilor Independenței(1878)[5]:p. 173